# 臺灣脊粉蝨
臺灣脊粉蝨（学名：Rhachisphora taiwanus）为粉蝨科脊粉蝨屬下的一个种。